# فرامولکول

دیمرهای کربوکسیلیک اسید

اصطلاح فرامولکول یا سوپرامولکول (به انگلیسی: Supermolecule) (به آلمانی Übermoleküle) توسط کارل لوتار ولف و همکاران در سال ۱۹۳۷ برای توصیف دیمرهای اسید استیک با پیوند هیدروژنی معرفی شد. مطالعه ارتباط غیرکووالانسی کمپلکس‌های مولکول‌ها از آن زمان به حوزه شیمی فرامولکولی تبدیل شده‌است. اصطلاح فرامولکول گاهی برای توصیف مجموعه‌های فرامولکولی استفاده می‌شود، که مجتمع‌هایی از دو یا چند مولکول (اغلب درشت‌مولکول) هستند که پیوند کووالانسی ندارند. اصطلاح فرامولکول همچنین در بیوشیمی برای توصیف کمپلکس‌های زیست‌مولکول‌ها مانند پپتیدها و الیگونوکلئوتیدهای متشکل از رشته‌های متعدد استفاده می‌شود.